# Anales de la Academia de Ciencias Medicas
Anales de la Academia de Ciencias de Cuba (abreviado Anales de la ACC). La revista Anales de la Academia de Ciencias de Cuba es el órgano oficial de comunicación científica de la Academia de Ciencias de Cuba. Como publicación seriada multidisciplinaria es continuadora de Anales de la Academia de Ciencias Médicas, Físicas y Naturales de La Habana, cuyo primer número se editó en mayo de 1864. En sus páginas, hoy digitales, es posible seguir el curso del desarrollo histórico de la ciencia cubana a través de las contribuciones de Felipe Poey, Nicolás José Gutiérrez, Carlos J. Finlay, Enrique José Varona, Arturo Aballí, José Antonio Presno Bastony, Emilio Roig, Juan Marinello, Fernando Ortiz y otros muchos destacados hombres de ciencia cuyas contribuciones se insertan en la literatura científica mundial. 
Desde el 2011, año del 150 aniversario de la Academia de Ciencias de Cuba, Anales de la Academia de Ciencias de Cuba se posesiona en nueva etapa de vida.
Misión: Divulgar los resultados de las mejores investigaciones científicas realizadas en Cuba independientemente del área de la ciencia. Contribuir al desarrollo de la ciencia regional y mundial mediante comunicaciones debidamente evaluadas y avaladas por expertos y lograr una alta visibilidad y posicionamiento de los artículos publicados.
Visión: Ser la revista de referencia de lo mejor que se produce en materia de investigación científica en Cuba, independientemente del área de la ciencia.
Indexación: Se encuentra incluida en DOAJ (https://doaj.org/toc/2304-0106), en el Directorio de Latindex (https://www.latindex.org/latindex/ficha?folio=23588), en el Catálogo 2.0 de Latindex (https://www.latindex.org/latindex/ficha?folio=23588) y en la Red Cubana de las Ciencias entre las revistas certificadas por el CITMA (http://www.redciencia.cu/uploads/revistas%20certificadas%20CITMA.pdf).
Perfil temático y destinatarios: Aunque Anales de la Academia de Ciencias de Cuba utiliza secciones eventuales (ej., Editorial, Cartas al Director, Vida Académica y otras), los contenidos que publica la revista están agrupados en las siguientes áreas de las ciencias, las cuales se identifican como secciones permanentes: Ciencias Agrarias y de la Pesca, Ciencias Biomédicas, Ciencias Naturales y Exactas, Ciencias Sociales y Humanísticas, y Ciencias Técnicas. En consecuencia, la revista va dirigida a todos los profesionales, cubanos y extranjeros, vinculados con esas áreas del conocimiento.
Los tipos de artículos que se publican en las secciones abiertas a envíos son los siguientes: editorial, cartas al director, artículos originales de investigación, comunicaciones cortas, artículos de revisión y presentaciones de casos clínicos. Algunos de esos informes de investigación corresponden al Premio Anual de la Academia de Ciencias de Cuba que, en cumplimiento de las atribuciones y funciones que le otorga el Decreto-Ley n.º 163 del 3 de abril de 1996, reconoce y divulga los resultados de las investigaciones que más se destacan en el país por su contribución a la ciencia, por su visibilidad como parte del patrimonio nacional y universal, por su aporte al desarrollo socioeconómico y, en especial, por su correspondencia y pertinencia con las prioridades que demanda el desarrollo del país en el contexto histórico actual.
El idioma oficial de comunicación es el español. Su sede se encuentra en el edificio de la Academia de Ciencias de Cuba. En la calle Cuba 460, Habana Vieja.